# Listă a artiștilor conectați de mișcarea artistică Bauhaus
- Această pagină este, de fapt, o listă alfabetică ordonată după numele de familie a artiștilor plastici și arhitecților legați de mișcarea artistică Bauhaus (1919 - 1933).

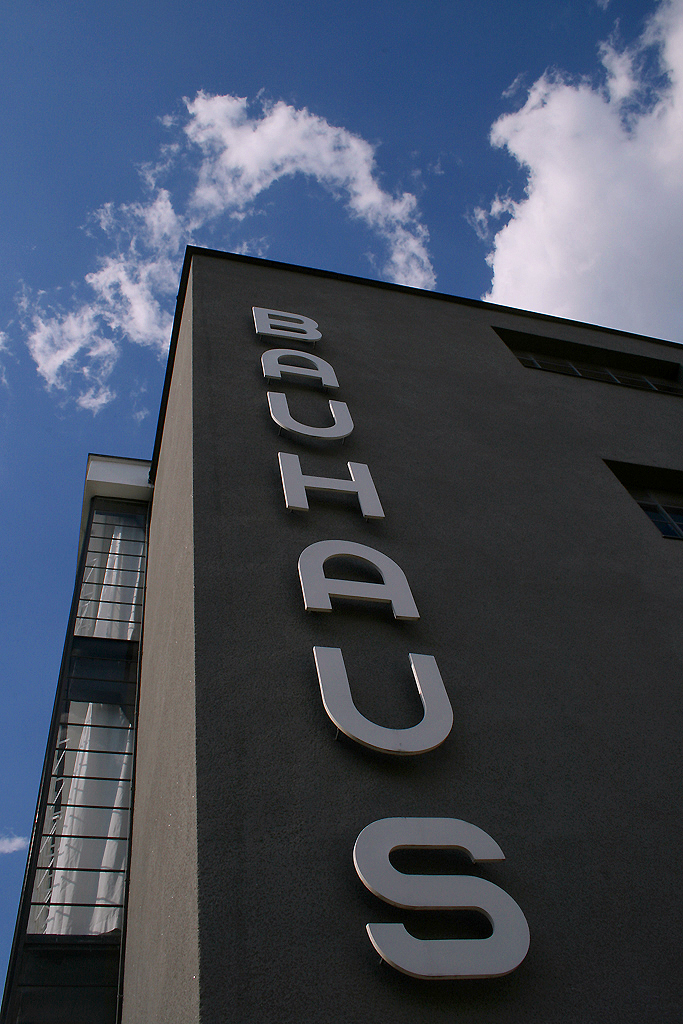
Caracterele tipografice Bauhaus ilustrând exact numele curentului artistic pe clădirea Bauhaus din Dessau, Germania.

Deși denominarea „profesor de artă” apare doar în dreptul câtorva (cei care au fost plătiți efectiv pentru a fi profesori de artă), în realitate toți acești artiști plastici (vizuali) au fost, într-un fel sau altul, pedagogi de artă și, implicit, promotori ai stilului Bauhaus. 
- Anni Albers — (născută Fleischmann) - (* 1899, Berlin - † 1994, Orange, Connecticut, USA), țesături și textile
- Josef Albers – (* 1888, Bottrop - † 1976, Orange, Connecticut, USA), pictor și profesor de artă
- Alfred Arndt – (* 1896, Elbing - † 1976, Darmstadt), arhitect
- Herbert Bayer - (* 1900, Haag, Oberösterreich - † 1985, Santa Barbara, California, USA), designer, grafician, pictor
- Otti Berger - (* 1898, Zmajavac, Baranja, Iugoslavia - † 1944, ucis în lagărul Auschwitz/Birkenau), tapițerie și designer de textile
- Theodor Bogler - (* 1897, Hofgeismar - † 1968 Maria Laach), ceramist
- Marianne Brandt - (* 1893, Chemnitz - † 1983 Kirchberg, Sachsen), designer de piese de artă din metal
- Marcel Breuer - (* 1902, Pècs, Ungaria - † 1981, New York), arhitect, designer de mobilier
- Erich Consemüller - (* abcd - xyzt), fotograf
- Christian Dell – (* 1893, Hanau - † 1974, Wiesbaden), designer de piese de artă din metal
- Erich Dieckmann – (* 1896, Kauernik/Westpreußen - † 1944, Berlin), designer de mobilă
- Theo van Doesburg  – (* 1896, Kauernik/Westpreußen - † 1944, Berlin), arhitect, artist grafic, editor de revistă de artă (De Stijl) pictor, poet și scriitor, fondator al mișcării artistice De Stijl, cu ambele sale „ramuri,” neoplasticismul și elementarismul
- Andreas Feininger - (* 1906 - 1999), fotograf, fiul lui Lyonel Feiniger
- Lyonel Feininger – (* 1871, New York - † 1956, New York), pictor
- Theodore Lux Feininger - (* 1910 - xyzt), fotograf, fiul lui Lyonel Feininger
- Naum Gabo - (* 1890, Briansk - † 1977, Waterbury), sculptor și teoretician al artei

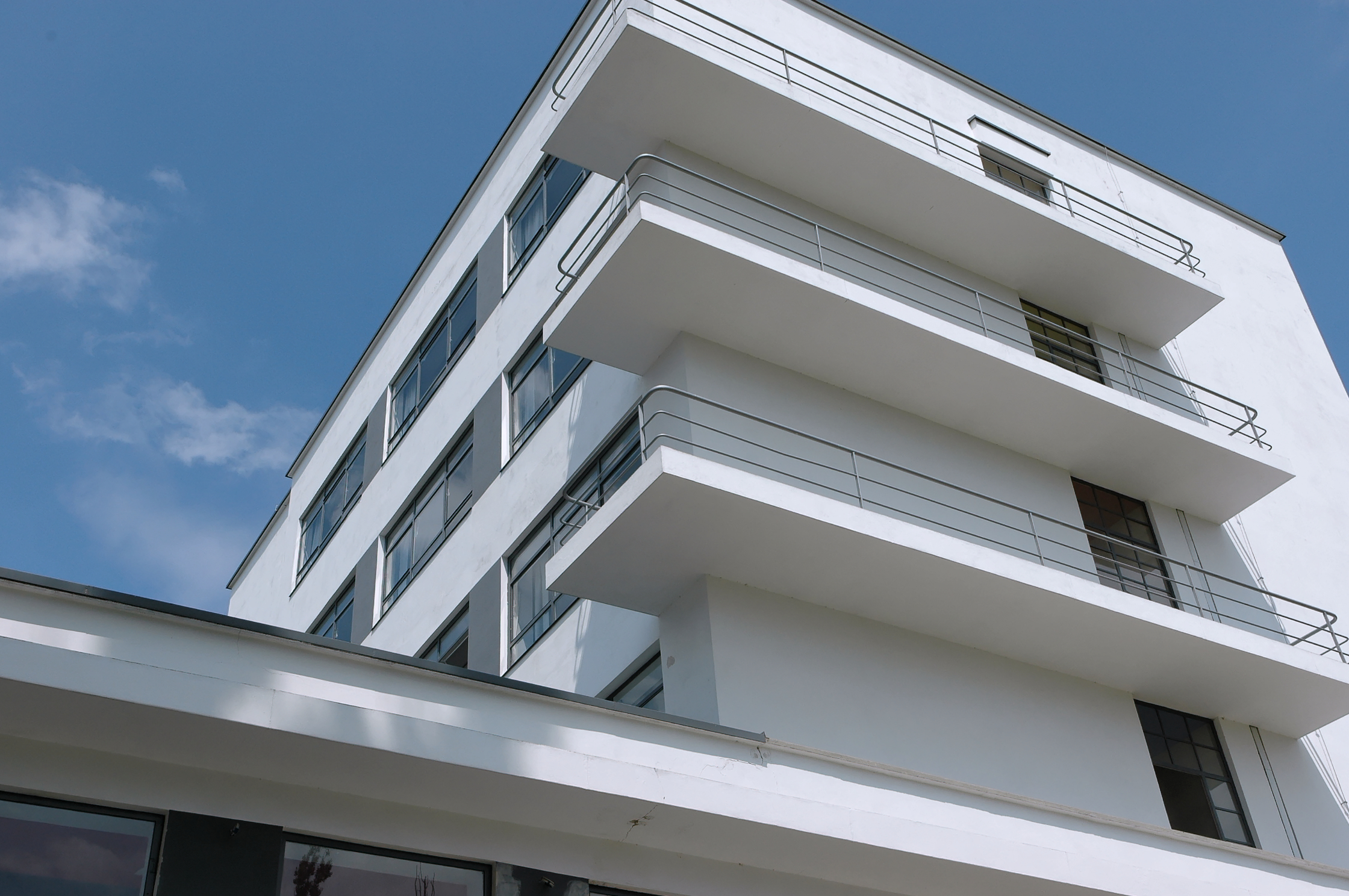
Clădirea locuinţelor profesorilor Bauhaus designată de Walter Gropius însuși

- Walter Gropius – (* 1883, Berlin - † 1969, Boston, statul  Massachusetts), arhitect, creatorul Bauhaus-ului
- Josef Hartwig - (* abcd - † xyzt), sculptor
- Ludwig Hilberseimer – (* 1885, Karlsruhe - † 1967, Chicago), arhitect și arhitect de planificare a orașelor
- Johannes Itten – (* 1888, Süderen-Linden, Elveția - † 1967 Zürich), pictor și profesor de artă
- Karl Jacob Jucker – (* 1902, Zürich - † 1997, Schaffhausen), bijutier și gravor
- Vasili Kandinski (Wassily Kandinsky) – (* 1866, Moskova - † 1944, Neuilly, Paris), pictor cu multiple deschideri artistice
- Paul Klee - (* 1879, Münchenbuchsee, Berna - † 1940, Muralto, Locarno, pictor
- Gerhard Marcks – (* 1889, Berlin - † 1981, Burgbrohl/Eifel), grafician și sculptor
- Adolf Meyer – (* 1881, Mechernich/Eifel - † 1929, Baltrum), arhitect
- Hannes Meyer – (* 1889, Basel - † 1954, Crocifisso di Savosa, Tessin), architect
- Ludwig Mies van der Rohe – (* 1886, Aachen - † 1969, Chicago), arhitect
- László Moholy-Nagy – (* 1895, Bácsbarsod, Ungaria - † 1946, Chicago), designer, pictor și fotograf
- Lucia Moholy — (născută Schulz) – (* 1894, Praga - † 1989, Zürich), fotograf
- Piet Mondrian - (* 1872, Amersfoort, Țările de Jos - † 1944, New York City), pictor neerlandez cu importante contribuții la mișcarea artistică De Stijl, fondată de Theo van Doesburg și de el

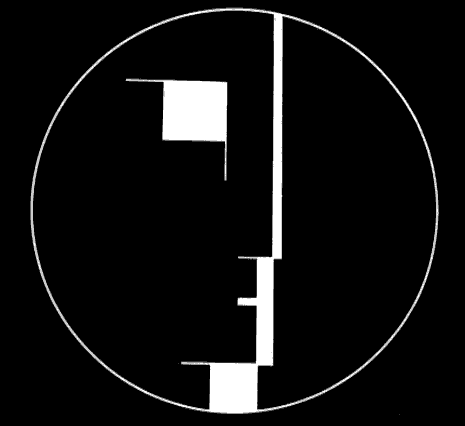
Logo-ul Bauhaus

- Georg Muche – (* 1895, Querfurt, Sachsen - † 1987, Lindau/Bodensee), pictor și grafician
- Walter Peterhans – (* 1897, Frankfurt an Main - † 1960, Stetten/Stuttgart), fotograf
- Lilly Reich – (* 1885, Berlin - † 1947, Berlin), decorator de interioare
- Hans Richter - (* 1888, Berlin - † 1976, Minusio, Elveția), pictor, artist grafic, avangardist, regizor și producător german
- Xanti Schawinsky – (* 1904, Basel - † 1979, Locarno), grafician, designer și pictor
- Hinnerk Scheper – (* 1897, Badbergen/Osnabrück - † 1957, Berlin), pictor, restaurator de picturi și monumente
- Oskar Schlemmer – (* 1888, Stuttgart - † 1943, Baden-Baden), pictor
- Joost Schmidt – (* 1893, Wunstorf/Hannover - † 1948, Nürnberg), tipograf și pictor
- Lothar Schreyer – (* 1886 Blasewitz/Dresden - † 1966, Hamburg), pictor, poet, scriitor și dramaturg
- Naum Slutzky - (* 1894, Kiev - † 1965, Stevenage, Anglia), aurar și argintar, designer industrial
- Gunta Stadler-Stölzl - (* 1897, München - † 1983, Zürich), țesături, textile, desiner de textile și țesături
- Wilhelm Wagenfeld – (* 1900, Bremen - † 1990, Stuttgart), designer, designer industrial, creator de artefacte din sticlă și metal, realizator de machete de clădiri, cel mai bine cunoscut pentru seria sa W de lămpi de interior
- Andor Weininger - (* abcd - xyzt), designer, proiectant, arhitect
- Otto Werner - (* abcd - xyzt), sculptor
- Carl Zaubitzer - (* abcd - † xyzt), litograf, designer